# Xenochernes caxinguba
Xenochernes caxinguba är en spindeldjursart som beskrevs av Renato Neves Feio 1945. Xenochernes caxinguba ingår i släktet Xenochernes och familjen blindklokrypare. Inga underarter finns listade i Catalogue of Life.